# Sus-Saint-Léger
Sus-Saint-Léger là một xã ở tỉnh Pas-de-Calais, vùng Hauts-de-France của Pháp.

## Địa lý
Sus-Saint-Léger tọa lạc 20 dặm (32,2 km) về phía tây nam của Arras, tại giao lộ của các tuyến đường D23 và D59 tại ranh giới với tỉnh Somme.

## Dân số
| 1962                                                         | 1968 | 1975 | 1982 | 1990 | 1999 | 2006 |
| ------------------------------------------------------------ | ---- | ---- | ---- | ---- | ---- | ---- |
| 422                                                          | 425  | 363  | 340  | 331  | 292  | 340  |
| Số liệu điều tra dân số từ năm 1962: Dân số không tính trùng |      |      |      |      |      |      |

## Địa điểm nổi bật
- Nhà thờ St.Leger, thế kỷ 16.
- Lâu đài thế kỷ 18.